# Матам, Адриан
Адриан Матам (нидерл. Adriaen Matham; 1590, Харлем — 23 ноября 1660, Гаага) — голландский рисовальщик, живописец и гравёр Золотого века голландского искусства, коллекционер и торговец произведениями искусства. Он был членом посольства в Марокко и также сделал несколько гравюр на восточные темы. Был трижды женат, один раз в Амстердаме, а затем жил в Гааге в 1650-х годах до своей смерти.

## Биография
Художник родился в Харлеме в семье гравёра Якоба Матама и Марийтген, или Марии, ван Пуленбург. Он был братом Яна и Теодора Матама, также художников-гравёров, и с 1624 по 1627 год состоял членом Харлемской гражданской гвардии Святого Адриана.
В 1620 году он награвировал серию листов с портретами графов Голландии, но они были опубликованы только после его смерти в 1663 году. В 1627 году его изобразил Франс Халс в роли знаменосца гвардии. Он делал рисунки по картинам Халса, наиболее примечательны его набросок портрета Исаака Массы и его набросок Питера ван ден Бруке.
В 1640 году Матам стал членом голландского посольства к королю Марокко Мохаммеду эш Шейху эс Сегиру, возглавляемому Антониусом де Лидекерке в Марракеше.
Адриан Матам сделал знаменитый рисунок и гравюру дворца Эль-Бади, до того, как он был разрушен. В 1641 году он также посетил гавань Могадора, где отметил присутствие евреев, которые торговали с Нидерландами и Англией. Он сделал много зарисовок растений, экзотических животных и рыб, которых он видел во время своих путешествий. На обратном пути в Нидерланды он посетил Мадейру с командой другого корабля на борту, которая содержалась в Марокко в качестве рабов.
Примерно с 1654 года он жил в Гааге как торговец произведениями искусства. Адриан сотрудничал или продавал свои работы картографу Джоану Блау и работал на Адриана ван де Венне.

## Галерея

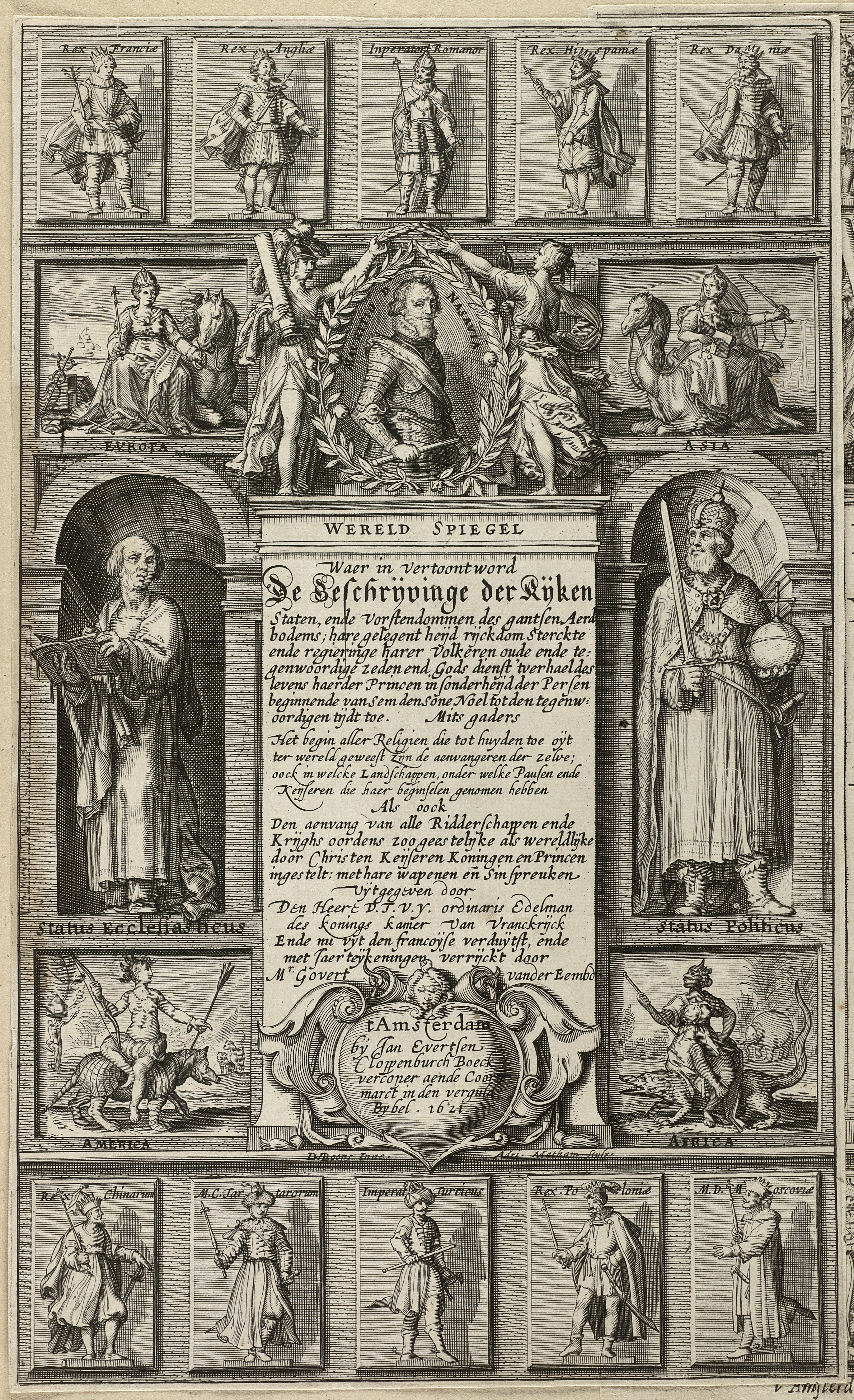
Аллегорическое изображение княжеств мира. Титульный лист книги Пьера д'Авити «Зеркало мира, в котором отображено описание богатых государств и княжеств всей земли». 1621. Офорт
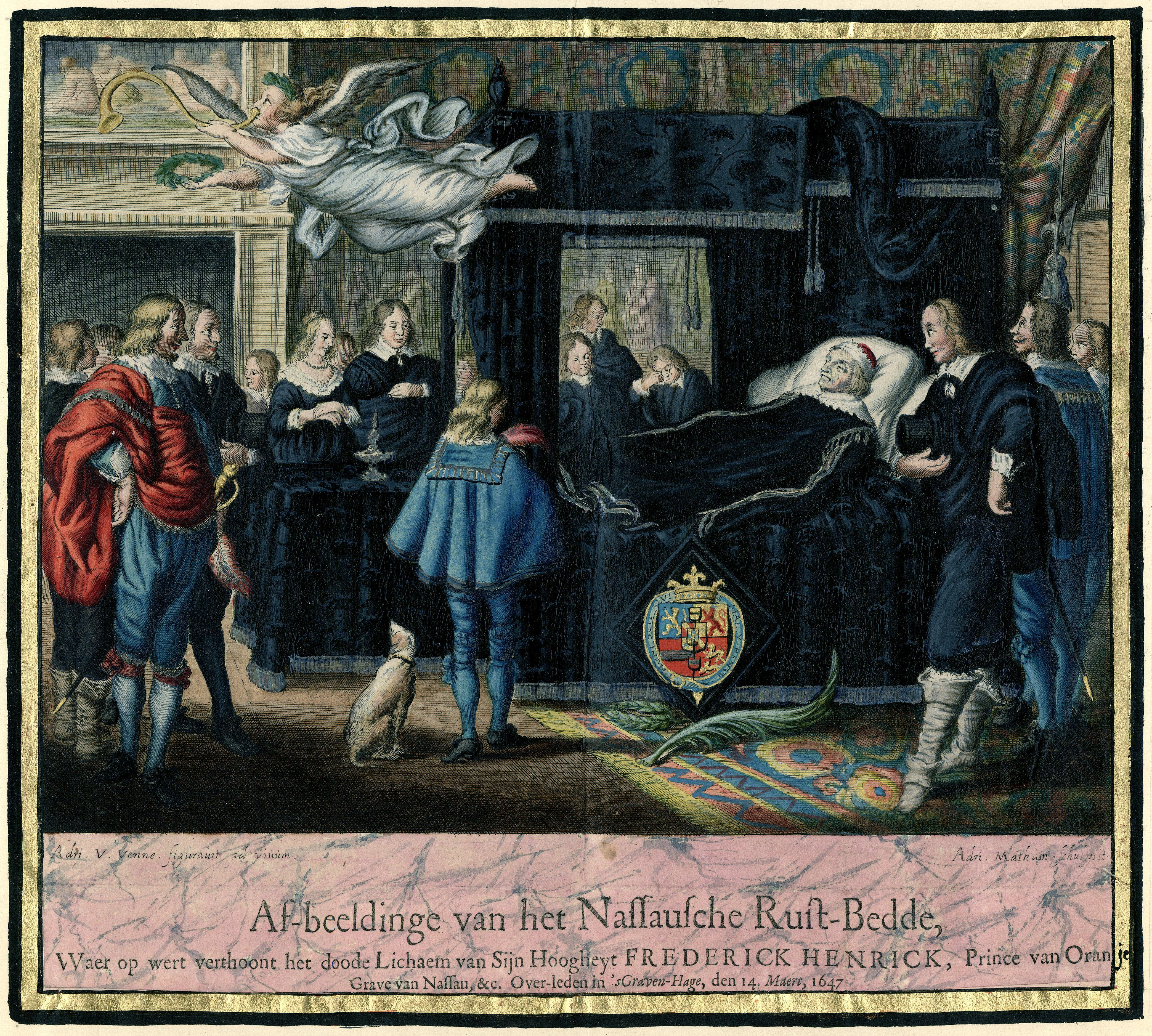
«Изображение ложа для отдыха в Нассау, на которой покоится тело Его Высочества Фредерика Хенрика». 1647. Офорт, раскраска акварелью. Рейксмюсеум, Амстердам
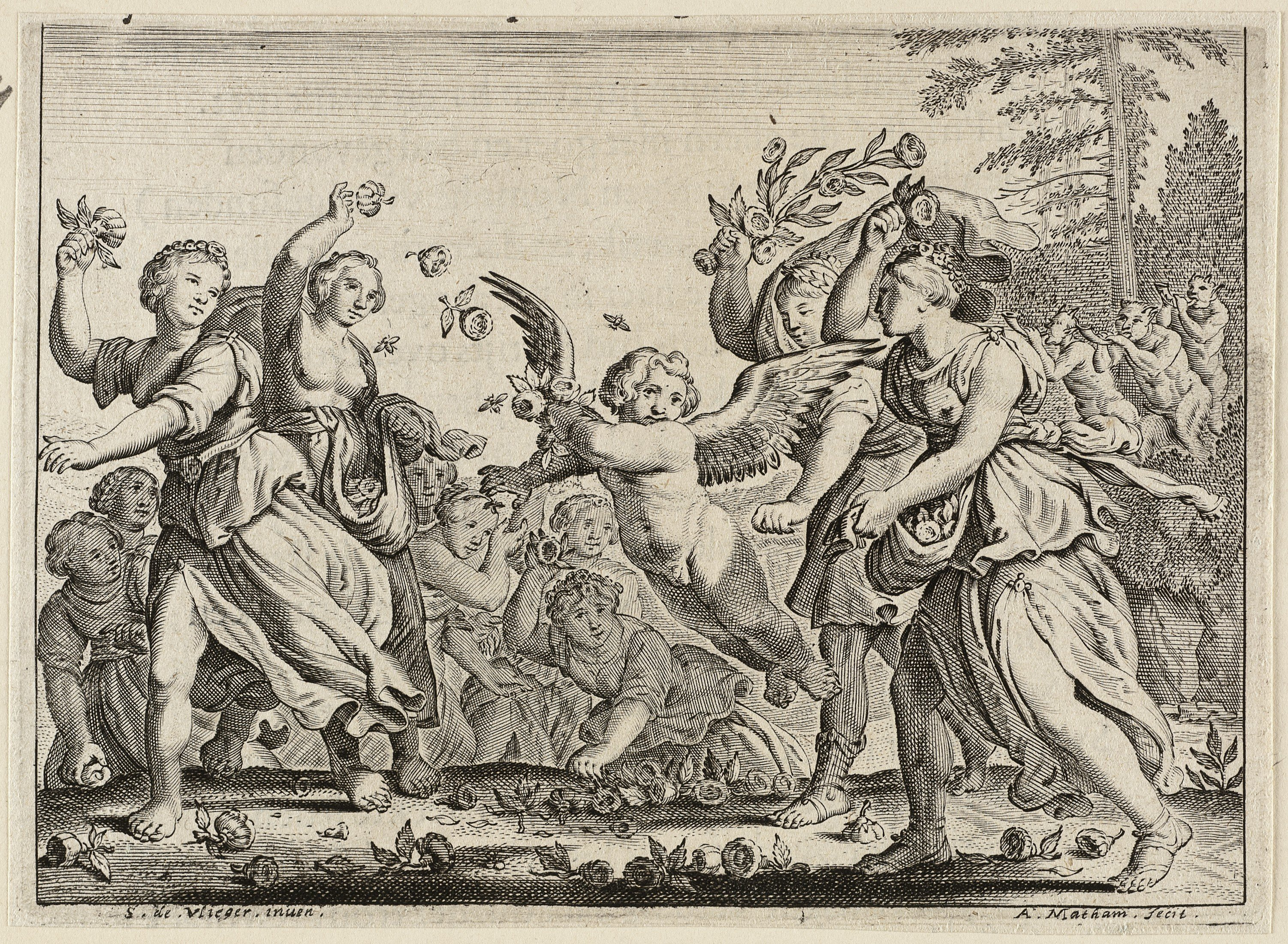
Купидон, которому женщины бросают цветы. 1621. Офорт
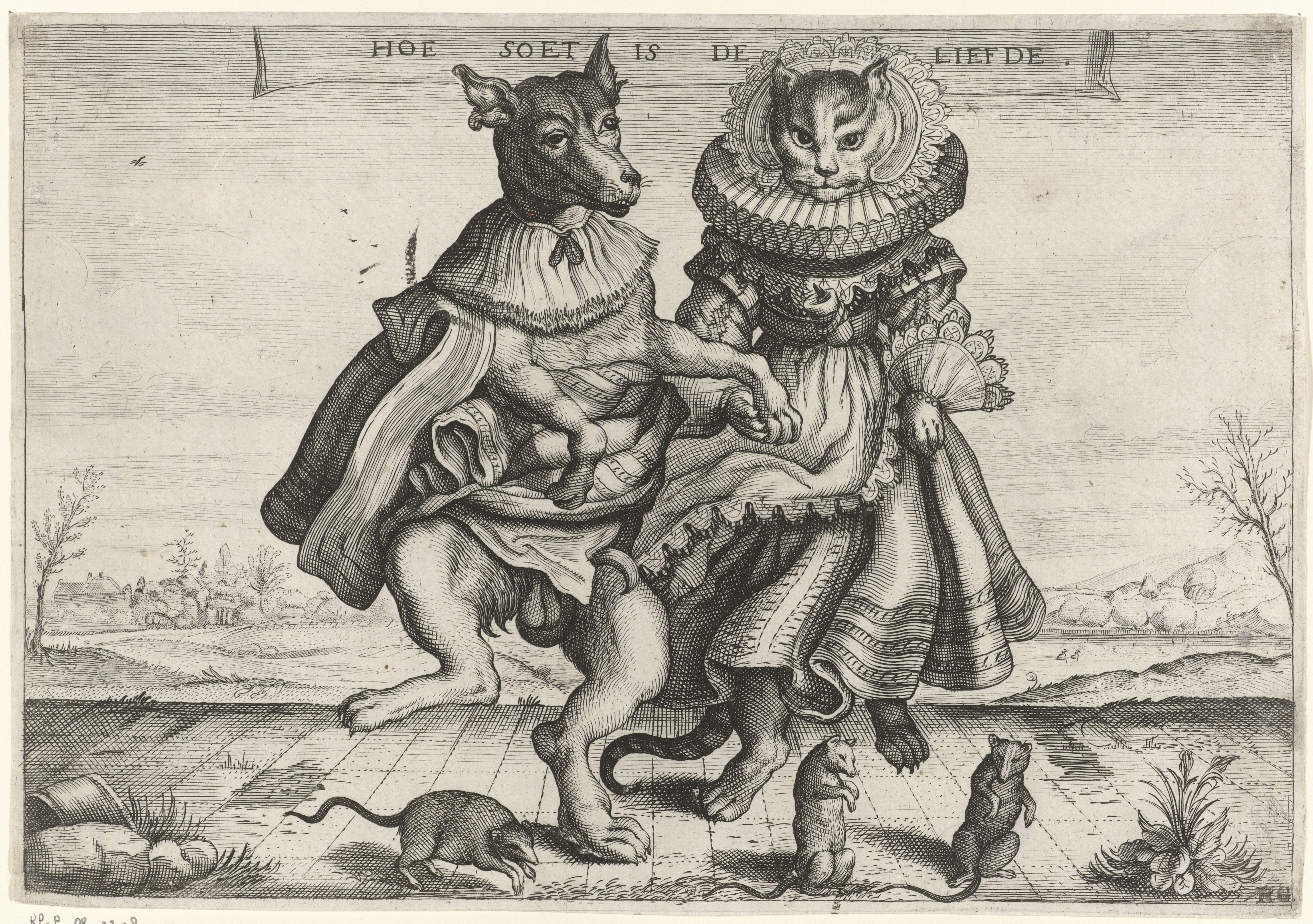
«Как сладка любовь». Танцующая собака и кошка. Ок. 1620. Офорт
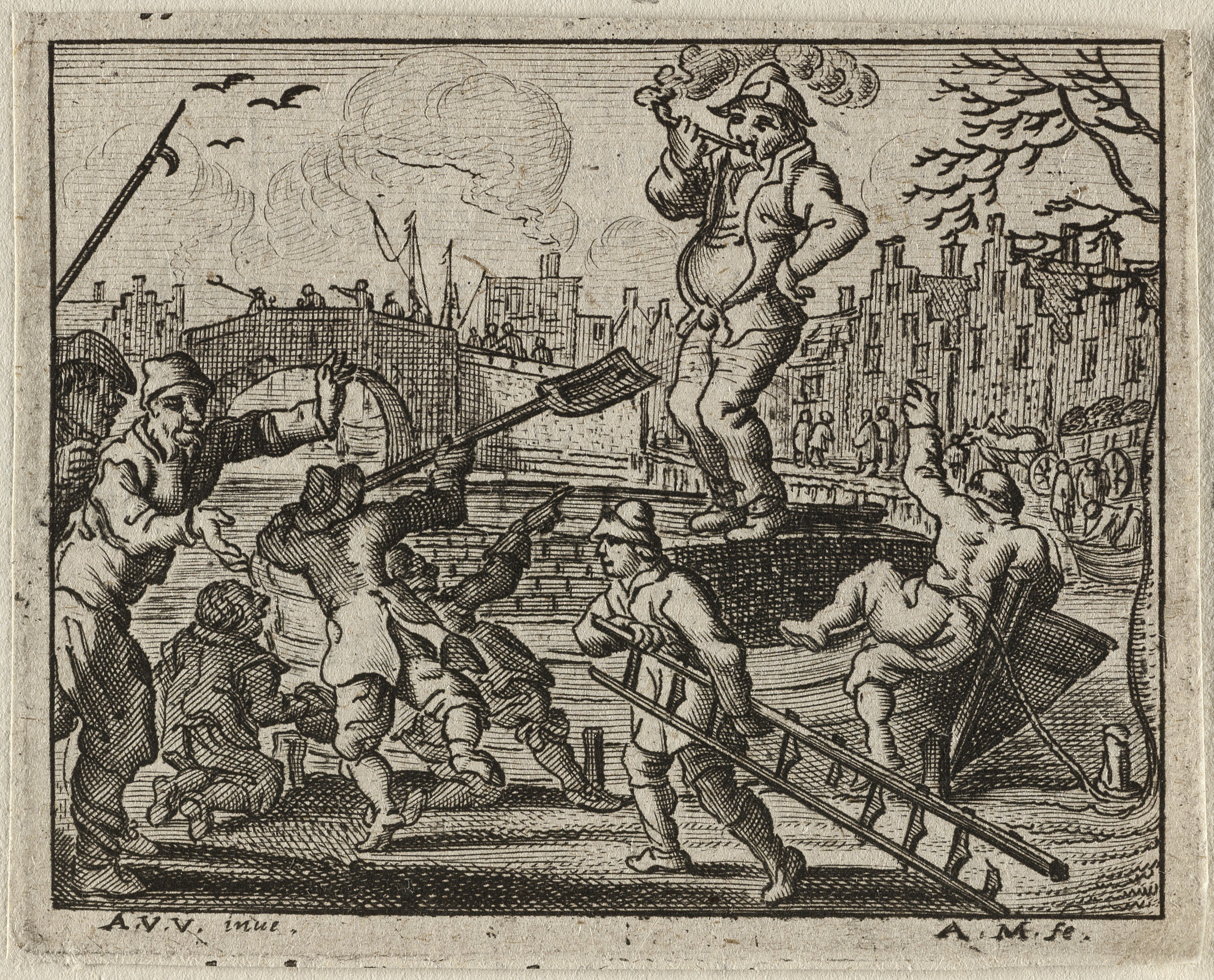
Танцы вокруг капитана на торфяном судне. 1634. Офорт
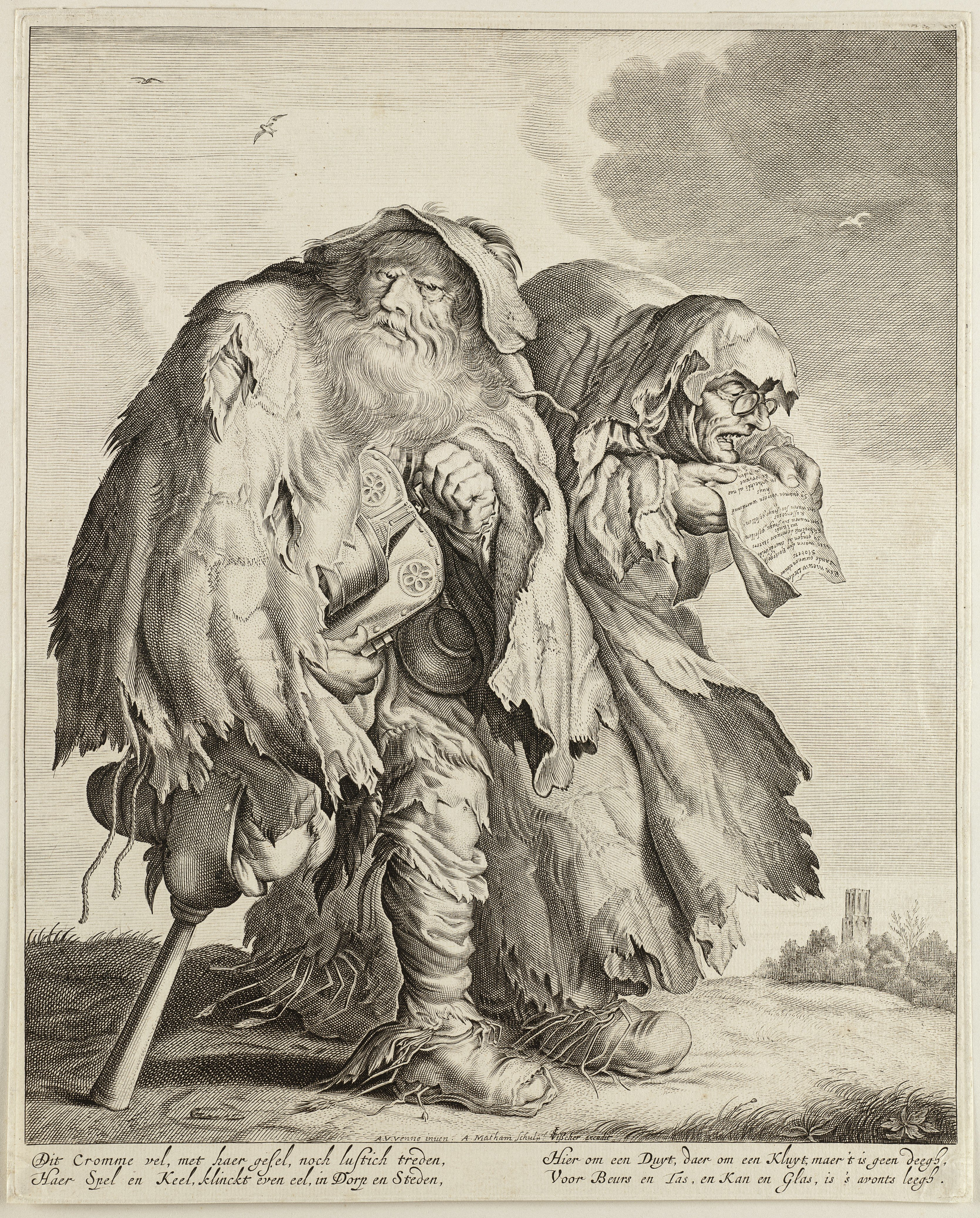
Нищий с шарманкой и его поющая жена. 1620. Офорт
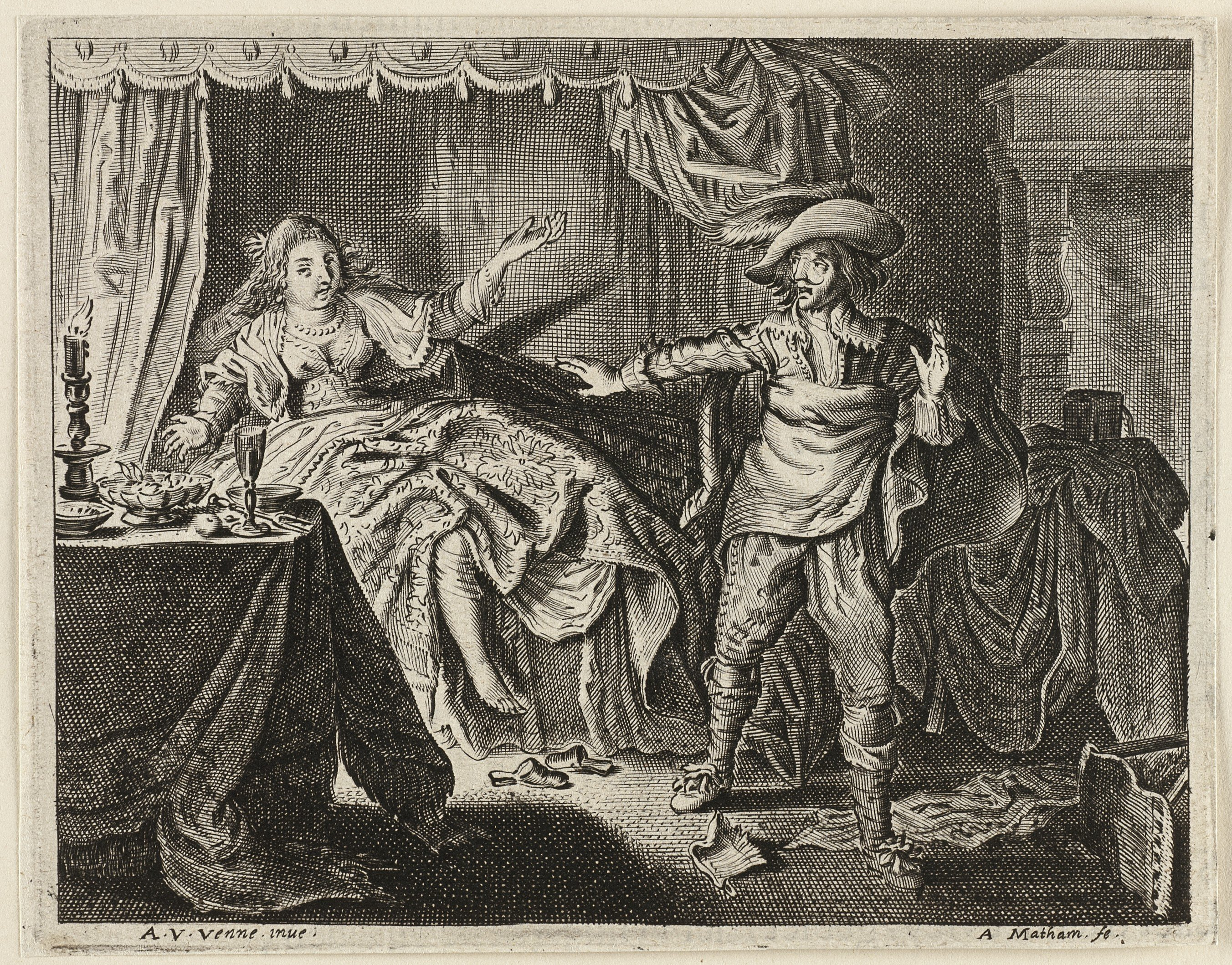
Мужчина и женщина в спальне. 1625. Офорт
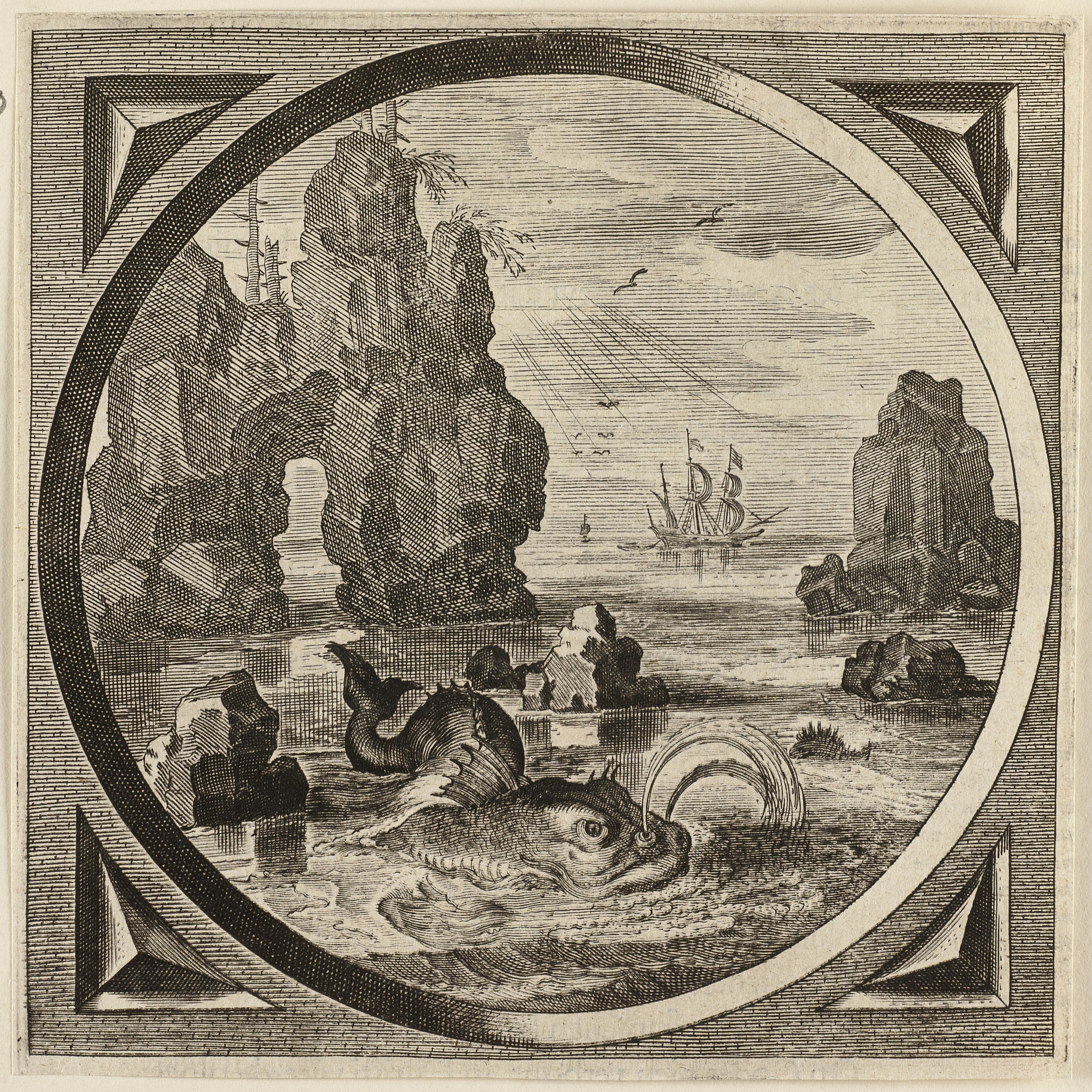
Морское чудовище на фоне скалистого берега, парусный корабль на дальнем плане. 1625. Офорт
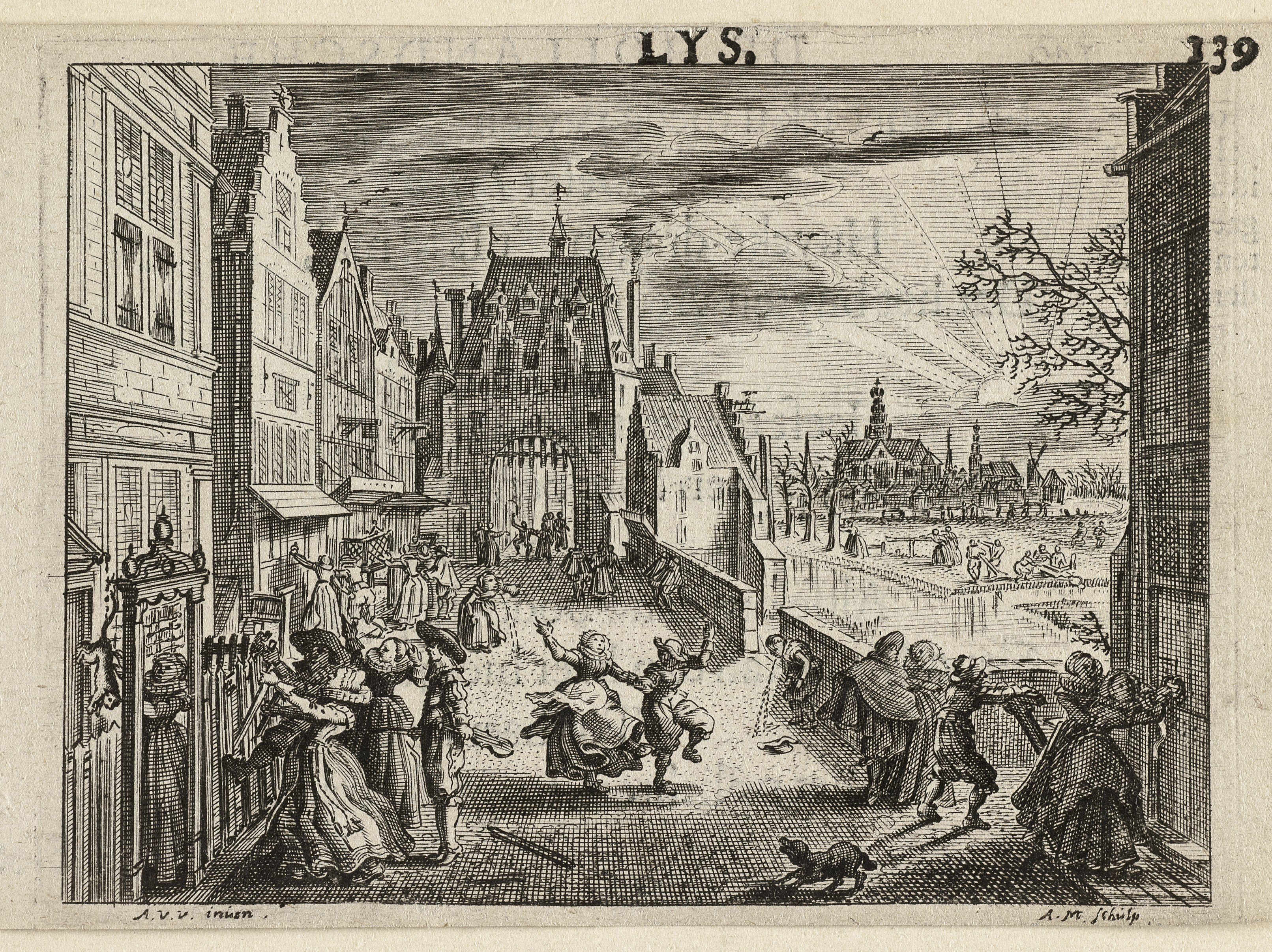
Праздник в городе. 1629. Офорт
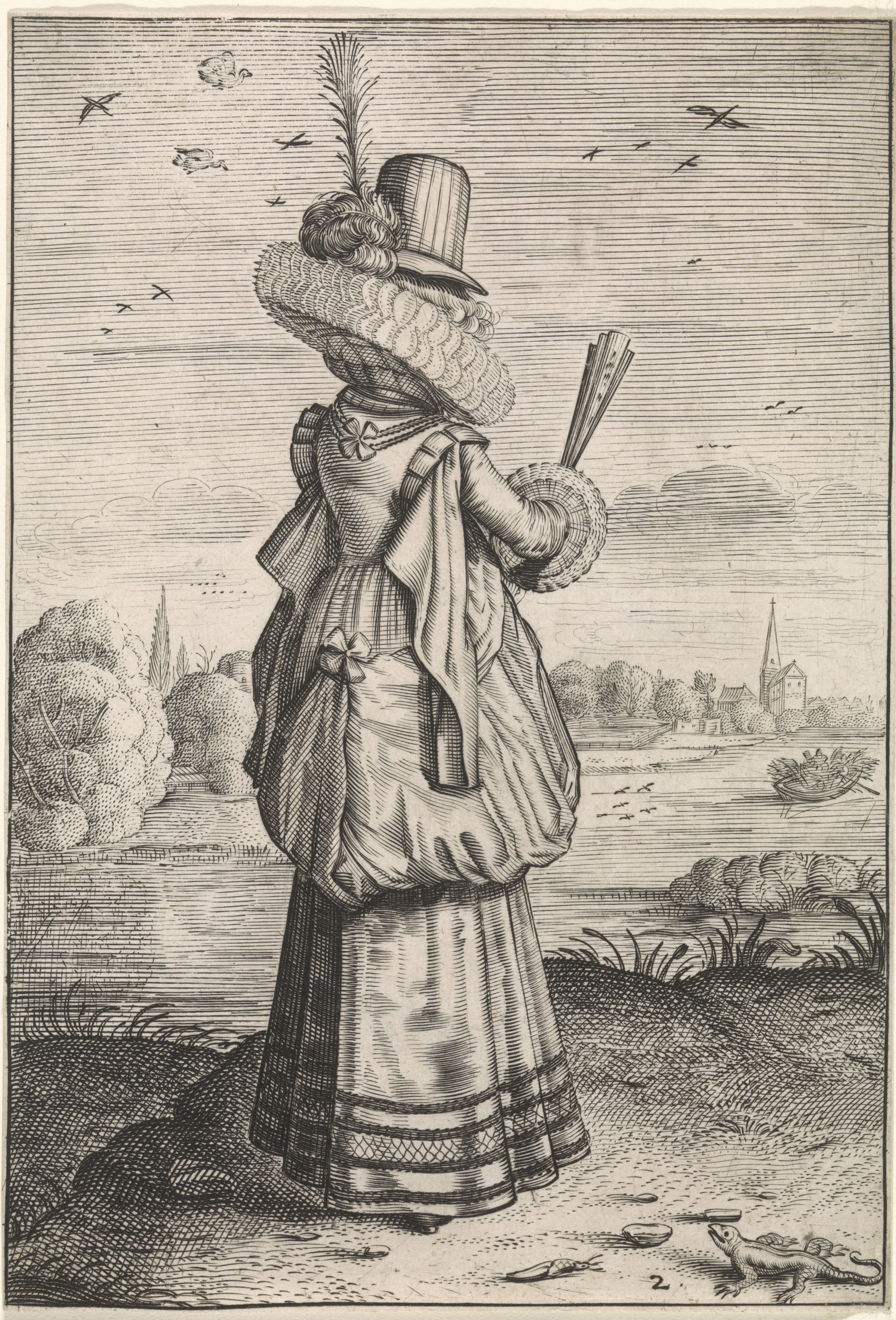
Офорт из серии «Обычаи и воспитание благородных и деревенских матрон». 1620